# Theatre Ballistic Missile Defence
Theatre Ballistic Missile Defence (TBMD)  is verdediging tegen ballistische raketten op het strijdtoneel.

## Achtergrond
Met de groei van het aantal intercontinentale ballistische raketten in de jaren 1960 zochten de mogendheden, i.c. de Verenigde Staten en de Sovjet-Unie naar een mogelijkheid zich daartegen te beschermen. De US Air Force ontwikkelde Spartan-raketten en de Sovjet-Unie ontwikkelde Galosj-raketten. Overwegende echter dat een technologische doorbraak op dit terrein het machtsevenwicht, dat tot dan gebaseerd was op mutual assured destruction, zou doorbreken, kwamen beide partijen met het SALT-1 akkoord onder meer overeen dat een maximum van 100 afweerraketten was geoorloofd. De Sovjet-Unie hield hierop 100 Galosj-raketten aan, de V.S. overwoog echter, gezien de geringe trefzekerheid, af te zien van een dergelijk wapensysteem.
In de jaren 1980 kreeg de verdediging tegen ballistische raketten opnieuw een impuls dankzij Ronald Reagan met het Strategic Defense Initiative (Star Wars). Door zeer hoge kosten, technologische en juridische beperkingen is dit plan echter nooit ten uitvoer gebracht. Deelprogramma's van SDI echter, zijn tot nu blijven bestaan.

## TBMD in een modern jasje
Bescherming tegen ballistische raketten heeft opnieuw aandacht gekregen door de verspreiding van vele kleinere ballistische raketten. O.a. de Golfoorlog van 1990-1991 maakte het gevaar duidelijk van landen als Irak die over een dergelijk arsenaal beschikken. Evenzeer werd duidelijk dat een krijgsmacht die zich daartegen wil verdedigen mobiele wapens moet hebben. De grote Galosj en Spartan raketten uit de jaren zestig werden vanuit raketsilo's gelanceerd en zijn ongeschikt om mee te nemen in het gevechtsterrein.
Thans opteren de strijdkrachten van de Verenigde Staten ervoor om nieuwe versies van bestaande luchtdoelraketten te verbeteren opdat ze geschikt zijn om ballistische raketten te onderscheppen. Dit leidde tot de ontwikkeling van o.a. de Patriot-3 en de Standard missile-3.

## Technische problemen
Een ballistische raket is in het algemeen veel kleiner en veel sneller dan vliegtuigen, ze zijn zelfs sneller dan de luchtdoelraketten die ze moeten onderscheppen. Dit vereist een grote mate van nauwkeurigheid van zowel luchtdoelraket als vuurleidingsapparatuur. Onderscheppen is alleen mogelijk door de ballistische raket te rammen, dus ertegen botsen. Bij een onverhoopte misser is het niet mogelijk te keren en een nieuwe poging te wagen: de luchtdoelraket kan haar doel niet meer inhalen.

## TBMD in Nederland
De Nederlandse regering heeft zich bereid verklaard deel te nemen aan verdere ontwikkelingen in TBMD. Zo heeft de luchtmacht al een aantal Patriot Advanced Capability (PAC)-3 raketten besteld en zullen 2 (wellicht alle vier) fregatten van De Zeven Provinciënklasse hiervoor geschikt gemaakt worden. Testen bij Hawaï, eind 2006, hebben aangetoond dat de SMART-L radar van die fregatten een ballistische raket vanaf de lancering tot in de ruimte kan volgen.